# R. c. Jobidon
 R. c. Jobidon est un arrêt de principe de la Cour suprême du Canada rendu en 1991 concernant le moyen de défense de consentement face à des accusations pénales telles que la voie de fait.

## Les faits
En septembre 1986, Rodney Haggart célébrait ses fiançailles dans le bar d'un hôtel près de Sudbury, en Ontario. Haggart a eu un échange houleux avec Jules Jobidon, un jeune homme présent au bar avec son frère. Haggart l'a invité à une bagarre dans le bar, mais elle a rapidement été interrompue. Ils ont tous les deux convenu que le combat n'était pas terminé.
Jobidon a attendu dehors jusqu'à ce que Haggart soit sorti pour continuer le combat. Son premier coup de poing était avec une telle force que Haggart a été assommé. Jobidon a immédiatement continué à le frapper à la tête. Haggart a été emmené à l'hôpital et est décédé plus tard de graves contusions à la tête. Jobidon a été accusé d'homicide involontaire coupable.

## Procès et jugement d'appel
Au procès, le juge a conclu que même si Jobidon n'avait pas l'intention de le tuer, la possibilité de blessures graves était prévisible. Jobidon a soutenu avec succès que Haggart avait consenti au combat, et il a donc été acquitté. La Cour d'appel a infirmé le verdict et substitué une déclaration de culpabilité d'homicide involontaire coupable.

## Question en litige
La principale question était de savoir si l'absence de consentement est un élément important qui doit être prouvé par le ministère public dans tous les cas de voies de fait ou s'il existe des restrictions en common law qui restreignent ou annulent la défense juridique du consentement dans certains cas.

## Jugement de la Cour suprême
La Cour suprême rejette le pourvoi de Jobidon.

## Motifs du jugement
Le juge Charles Gonthier, écrivant au nom de la majorité, a estimé que le droit pénal a une dimension « paternaliste » qui vise à garantir que tous les « citoyens canadiens se traitent entre eux humainement et avec respect ». « La limite que requiert l'application de l'art. 265 aux faits de l'espèce, est l'annulation du consentement entre adultes à l'utilisation intentionnelle de la force pour s'infliger mutuellement des blessures graves ou de sérieuses lésions corporelles au cours d'une rixe ou d'une bagarre à coups de poing ».
Néanmoins, le consentement serait une défense valable lorsque le préjudice est insignifiant ou lorsqu'il fait partie d'une activité socialement utile comme le sport.
Le juge John Sopinka accepte le dispositif  de la décision, mais ne souscrit pas au raisonnement de la majorité. Il a conclu que la majorité élargissait la portée de l'article 265 du Code criminel au-delà de ce que le législateur avait voulu. Un fait de l'affaire était que Jobidon a continué à battre la victime après que la victime ait perdu connaissance. Ce fait a amené le juge Sopinka à être d'accord avec le juge du procès initial en déclarant que la victime n'avait pas l'agentivité pour consentir à la bagarre une fois qu'elle avait perdu connaissance et que, par conséquent, Jobidon ne pouvait pas utiliser le consentement comme moyen de défense et était coupable d'homicide involontaire coupable en raison de la voie de fait.